# Сергей Тетюхин
Сергей Тетюхин (на руски: Тетюхин, Сергей Юрьевич) е руски волейболист, посрещач.
Голяма част от кариерата си прекарва в тима на „Белогорие“ (18 сезона), с който е многократен шампион на страната и трикратен европейски клубен шампион. Рекордьор по мачове и отбелязани точки за националния отбор на Русия. Към настоящия момент Тетюхин има 312 участия с екипа на „Сборная“. Участник на 6 олимпиади, Тетюхин е олимпийски шампион от игрите в Лондон през 2012 г.
През 2016 г. е избран за знаменосец на руския отбор на Олимпиадата в Рио де Жанейро.

## Клубна кариера
Първият професионален клуб на Сергей е узбекистанският Криля Востока. През 1992 г. семейството на Сергей емигрира в Русия, където бившият треньор на съветския национален отбор Дмитрий Фураев го препоръчва на Белогорие. Треньорът Генадий Шипулин дълго време не може да реши на каква позиция да използва младия волейболист, тъй като в него вижда потенциал за развитие на няколко позиции. Скоро Сергей заиграва като посрещач и става жизненоважен играч за белгородския тим.
През 1995 г. печели първия си трофей – Купата на Русия. През 1997 и 1998 г. Сергей става шампион на Русия. През 1999 г. Тетюхин за първи път е избран за играч на сезона в руската Суперлига.
Преди началото на сезон 1999/00 Тетюхин преминава в Парма, заедно със сънародниците си Иля Савелев и Станислав Динейкин. Кариерата на Сергей на Апенините не потръгва, след като посрещачът и колегата му от Модена Роман Яковлев претърпяват автомобилна катастрофа. Тетюхин пропуска почти целия сезон и се завръща в игра чак през пролетта на 2001 г.
През 2001 г. Сергей се завръща в Белогорие. Посрещачът става капитан на тима и извежда белгородци до шампионската титла и финал в Купата на CEV. Тимът доминира в местния шампионат в началото на XXI в., като триумфира с 4 последователни титли. През 2003 г. Белогорие става първият руски отбор, спечелил Шампионската лига. Сергей е избран за най-полезен играч във финалния турнир на лигата и за втори път става волейболист на сезона в Суперлигата. През сезон 2003/04 Белогорие защитава европейската си клубна титла.
През 2006 г. Тетюхин подписва с Динамо-Татрансгаз. За двата си сезона в тима от Казан печели шампионската титла, купата на страната и Шампионската лига. През 2007/08 отново е избран за играч на годината в Суперлигата. След завръщане в Белогорие за 1 сезон, Тетюхин отново играе в тима от Казан, който вече се казва Зенит. В състава на Зенит печели два пъти Суперлигата и играе финал в Шампионската лига.
През 2011 г. окончателно се завръща в Белогорие, като през 2012/13 тимът става шампион за първи път от 8 години, а Тетюхин печели първенството за 10-и път в кариерата си. През 2014 г. за четвърти път печели Шампионската лига, като изиграва основна роля за триумфа на Белогорие във финала срещу турския Халкбанк. За пореден път Сергей е награден и с приза за най-добър играч на турнира.

## Национален отбор
В периода 1994 – 1995 г. играе за младежкия национален отбор на Русия, в чийто състав е световен и европейски шампион. Дебютира за мъжете на „Сборная“ на 11 май 1996 г. в двубой с Япония от Световната лига. Същата година участва на Олимпиадата в Атланта, където Русия остава на 4-то място. През 1999 г. печели Световната купа и става заслужил майстор на спорта. През 2000 г. участва на втората си Олимпиада, като Русия печели сребърните медали в Сидни.
През 2002 г. печели Световната лига и играе финал на Световното първенство. В шампионата на планетата Тетюхин е четвъртият най-резултатен играч, като отстъпва само пред диагоналите Маркос Милинкович, Иван Милкович и Владимир Николов.
През 2004 г. Тетюхин участва на Олимпиадата в Атина и взима бронзов медал. Сергей е и в състава на „Сборная“ на игрите в Пекин 4 години по-късно, когато Русия отново печели бронз.
Между 2009 и 2011 г. не записва мачове за тима, след като не попада в сметките на треньора Даниеле Баньоли. След като италанецът напуска поста си, Сергей отново става основна част от националния отбор. Тетюхин изиграва основна роля в спечелването на Олимпийската титла в Лондон през 2012 г., след като на финала Русия побеждава Бразилия с 3:2 гейма. След Олимпиадата Сергей се отказва от националния отбор.
През април 2015 г. Тетюхин се завръща в „Сборная“, а в края на годината е избран за капитан на тима. През 2016 г. става MVP на квалификационния олимпийски турнир в Берлин.

## Успехи

### Клубни
- Шампион на Русия – 1996/97, 1997/98, 2001/02, 2002/03, 2003/04, 2004/05, 2006/07, 2009/10, 2010/11, 2012/13
- Купа на Русия – 1995, 1996, 1997, 1998, 2003, 2005, 2007, 2009, 2012, 2013
- Суперкупа на Русия – 2010, 2013, 2014
- Шампионска лига – 2002/03, 2003/04, 2007/08, 2013/14
- Купа на CEV – 2008/09
- Световно клубно първенство – 2014

### С националния отбор
- Олимпийски шампион – 2012
- Сребърен олимпийски медалист – 2000
- Бронзов олимпийски медалист – 2004, 2008
- Световна купа – 1999, 2011
- Световна волейболна лига – 2002

### С младежкия национален отбор
- Европейски шампион – 1994
- Световен шампион – 1995

### Индивидуални
- Волейболист на сезона в руската Суперлига – 1999, 2003, 2006, 2008
- Най-полезен играч във финалния турнир на Шампионската лига – 2002/03, 2013/14
- Най-полезен играч във финалния турнир на Купата на Русия – 2007
- Най-полезен играч в олимпийския квалификационен турнир – 2016
- Участник в Мача на звездите в Русия – 2005, 2008, 2009, 2010, 2012, 2013, февруари 2014, декември 2014
- Спортист на годинатата в Русия – 2012[8]